# Роджерс Центр
Не следует путать с Роджерс-ареной в Ванкувере или Роджерс Плэйс в Эдмонтоне.
Роджерс Центр — стадион в Торонто, Онтарио, Канада. Является домашней ареной бейсбольной команды Американской Лиги «Торонто Блю Джейс». С 1995 по 1999 годы был домашней ареной для клуба Национальной баскетбольной ассоциации «Торонто Рэпторс».
На этой арене проходили матчи чемпионата мира по баскетболу 1994 года и драфт НБА 1995 года, тогда она называлась «Скайдом» (англ. Skydome).
С середины 80х годов на стадионе регулярно проводятся шоу профессионального рестлинга промоушном WWE. В 1990 и 2002 годах в этом городе проводились главные шоу года WrestleMania VI и WrestleMania X8. В 2025 году на стадионе провели шоу Elimination Chamber.